# Peter C. Nowell
Peter Carey Nowell (* 8. Februar 1928 in Philadelphia; † 26. Dezember 2016) war ein US-amerikanischer Pathologe und Krebsforscher.

## Leben und Wirken
Nowell erwarb 1948 an der Wesleyan University in Middletown, Connecticut, einen Bachelor in Biochemie und 1952 an der University of Pennsylvania in Philadelphia einen M.D. als Abschluss des Medizinstudiums. Nach mehreren Stationen als Postdoktorand und dem Militärdienst am U.S. Naval Radiological Defense Lab wurde Nowell 1956 Mitglied des Lehrkörpers der University of Pennsylvania. 1964 erhielt er dort eine ordentliche Professur für Pathologie und war von 1967 bis 1973 Ordinarius der Pathologie. Nowell stand als Gründungsdirektor dem dortigen Cancer Center (etwa: Krebsforschungszentrum) vor. 2003 ging Nowell in den Ruhestand.
Anfang der 1960er Jahre war Stand der Wissenschaft, dass eine Infektion mit Viren in einer Vielzahl von Zellen Krebs entstehen lassen kann. Nowell entdeckte 1960 das Philadelphia-Chromosom, mit dem erstmals eine charakteristische und regelmäßig anzutreffende Chromosomenaberration als Ursache für Krebs (hier für die chronische myeloische Leukämie, CML) identifiziert werden konnte. In der Folge entwickelte sich das Forschungsgebiet und das diagnostische Feld der Krebs-Zytogenetik. Nowell entwickelte ein heute weithin anerkanntes Modell zur Onkogenese durch mehrere genetische Änderungen in einer einzelnen Zelle, die letztlich maligne transformiert.
Weitere Erfolge Nowells waren die Entdeckung, dass mit einer Knochenmarkstransplantation tödlich bestrahlte Lebewesen überleben können und dass umgekehrt eine vorangegangene Bestrahlung die Erfolgswahrscheinlichkeit einer Knochenmarkstransplantation erhöht. Nowell konnte außerdem die Methode etablieren, mit Lektinen die Zellteilung von weißen Blutkörperchen zu induzieren.

## Auszeichnungen (Auswahl)
- 1976 Mitglied der National Academy of Sciences
- 1984 Passano Award[3]
- 1987 Robert de Villiers Award der Leukemia Society of America
- 1989 Charles S. Mott Prize (mit Janet Rowley)[4]
- 1993 Mitglied der American Philosophical Society[5]
- 1998 Albert Lasker Clinical Medical Research Award (mit Alfred G. Knudson und Janet Rowley)[6]
- 2009 Mitglied der American Academy of Arts and Sciences[7]
- 2010 Benjamin Franklin Medal[8]
- 2013 Albany Medical Center Prize[9]